# Leduc 0.21
Il Leduc 0.21 fu un aereo sperimentale francese costruito nel 1953 allo scopo di realizzare un laboratorio volante per lo studio di un propulsore di tipo ramjet.

## Storia del progetto
René Leduc fu un ingegnere francese che lavorò molti anni allo sviluppo di un motore con propulsione a statoreattore; egli portò in volo il Leduc 0.21 il 16 maggio 1953 la prima volta, a questo volo seguirono 284 voli successivi.
Questo velivolo era più grande del suo predecessore il Leduc 0.10 del 30% ed aveva dei serbatoi alari alle estremità alari.
La velocità massima raggiunta fu di 0,95 Mach (900 km/h).

## Tecnica
Per volare doveva esser portato in volo da un aereo madre, il SNCASE SE-161 Languedoc, che lo avrebbe rilasciato in quota.
Interamente metallico, aveva un propulsore Leduc ramjet da 63,7 kN (14 300 lbf) di spinta, con una superficie alare di 22,00 m² e una lunghezza di 12,50 m.
Aveva un carrello principale retrattile e dei pattini stabilizzatori sulle estremità alari. Il posto di pilotaggio era eiettabile. 
Il ramjet aveva sei linee di ugelli disposti concentricamente nella parte posteriore del tubo propulsore.

### Versioni
Venne costruito in due esemplari il Leduc 0.20 e il 0.21. Da questi due esemplari fu derivato il Leduc 0.22 più grande e prestazionale.